# John Clark (Delawarepolitiker)
John Clark, född 1 februari 1761 i New Castle County i Kolonin Delaware, död 14 augusti 1821 i New Castle County i Delaware, var en amerikansk politiker (federalist). Han var Delawares guvernör 1817–1820.
Clark efterträdde 1817 Daniel Rodney som guvernör och efterträddes 1820 av Jacob Stout. Federalisten Henry Molleston vann guvernörsvalet den 5 oktober 1819 men hann aldrig efterträda Clark utan dog före mandatperiodens början.